# Radbot
Radbot, né en 985 et mort le 30 juin 1045, est un membre de la maison de Habsbourg, fils du comte Lanzelin. Il fut comte dans le Klettgau en Souabe. Radbot était le fondateur du château de Habsbourg et de l'abbaye de Muri.

## Biographie
Radbot est le deuxième fils de Lanzelin de Habsbourg (mort en 991), comte d'Altenbourg, et de son épouse Luitgarde de Nellenbourg, fille du comte Eberhard III de Thurgovie. Il est le jeune frère ou le neveu de Werner de Habsbourg (mort en 1028), évêque de Strasbourg à partir de 1001. Son frère cadet Rodolphe (mort vers 1063) est le fondateur de l'abbaye d'Ottmarsheim en Haute-Alsace.
Une fois comte dans le Klettgau, il pouvait acquérir des vastes possessions dans l'Alsace et dans l'Argovie. Radbot est considéré comme le fondateur de la maison de Habsbourg parce qu'il a bâti vers 1020 le château de Habsbourg et jeté avec sa femme les bases de la construction de l'abbaye bénédictine de Muri.
Il épouse en 1010, Ida (ou Ita), selon certaines sources une fille de Frédéric de Bar, duc de Lorraine, mais plus probablement fille d'Adalbert II, comte de Metz (Girardides). De ce mariage, sont nés :
- Otton, comte dans le Sundgau, tué entre 1045 et 1055 et inhumé dans la cathédrale de Strasbourg ;
- Albert, comte de Habsbourg, mort à Huningue avant 1050, inhumé à l'abbaye de Muri ;
- Werner Ier (v.1025-1096), comte de Habsbourg ;
- Richenza de Habsbourg (1015-1080), mariée avec Ulrich II, comte de Lenzbourg, inhumée à l'abbaye de Muri.

Il meurt un 30 juin, avant 1045.